# Eufractins
Els eufractins (Euphractinae) són una subfamília d'armadillos. Aquesta subfamília inclou la meitat dels gèneres vivents d'armadillos, així com quatre gèneres extints. Totes les espècies d'aquest grup viuen a Sud-amèrica.